# Ilmthüringisch
Ilmthüringisch ist eine thüringische Mundart, die im Gebiet Katzhütte-Rudolstadt-Jena-Stadtroda-Nebra-Weimar-Stadtilm-Gehren gesprochen wird. Sie hat ihren Namen vom Flüsschen Ilm erhalten, das ungefähr die Westgrenze des Sprachraumes markiert. Die Ostgrenze wird durch die Saale/Schwarza markiert. Im Norden reicht das Sprachgebiet etwa bis zur Unstrut, im Süden bis zum Rennsteig. Das Dialektgebiet entspricht in etwa dem Nordteil der historischen Grafschaft Weimar-Orlamünde und der östlichen Oberherrschaft der Grafschaft Schwarzburg. Gemeinsam mit den westlich benachbarten zentralthüringischen Dialekten bilden die ilmthüringischen den sprachhistorischen Kern der thüringisch-obersächsischen Dialekte.

Verbreitungsgebiet der ilmthüringischen Mundart (braun)

## Charakteristik
Besonderheiten sind:
- aus "ei" wird "ee" (z. B. Been anstatt Bein)
- aus "au" wird "oo" (z. B. loofen anstatt laufen)
- aus "g" wird "ch" (z. B. Feiche anstatt Feige)
- aus "ig" (insbesondere am Ende des Wortes) wird "sch" (z. B. drecksch anstatt dreckig)
- aus "isch" (am Ende des Wortes) wird "sch" (z. B. russ'sch anstatt russisch)
- Verkürzungen von Wörtern (z. B. mal wird zu ma)
- aus nur wird ner (z. B. geh nur mal wird zu geh ner mal)

Die Gedichte der Autoren Anton Sommer und August Ludwig sind in dieser Mundart geschrieben.

## Einige ilmthüringische Vokabeln
- äbich (linksherum, falschherum z. B. De Sogge is äbich: Die Socke ist falschherum)
- altbesoffen (kennzeichnet den Kater nach einer durchgefeierten Nacht)
- Babuschen (Hausschuhe) im Süden auch Fossbsche genannt
- bambeln (herabhängen: Der Ast bambelt am Baum; bedeutet er ist lose und wird bald herunterfallen)
- dürrneckscht (sehr dünn, abgemagert: Ein dürrneckschtes Model)
- gakeln (der Ast gakelt mir ins Fenster; herausstehen, im Weg sein)
- Gieke (ein stumpfes altes Messer), daraus abgeleitet giekeln (herumstochern)
- piesacken (jemanden mit Stöcken oder spitzen Gegenständen stechen, im übertragenen Sinn: auf jemandem rumhacken, jemanden nerven)
- ´s Gewettr ziit drämnewag (das Gewitter zieht darüber hinweg)
- ufferhimne nüben (dort drüben)
- ufferane nuff (dort drauf / dort oben / hoch)
- ungne rum dräcksch (unten herum, schmutzige Hosen)
- nunger jeklatsch (heruntergefallen)
- ’r laift ninger drain (er läuft hinter her)
- Wie werdn Es’sch geschriim? Na wie mar´s spricht. (Wie wird Essig geschrieben? Na wie man es spricht.)
- nippernäpscht (klein, zu klein: Dein T-Shirt ist aber ganz schön nippernäpscht!)
- Rempfchen (Brotkante, Anschnitt)
- Zäwwe (Zehe)
- Du host awer och keen gedenke! (Du kannst dir nichts merken!)
- noch an ziffchen (ein wenig mehr)
- gink wack! (Hau ab!)
- Schwinzbelz (jemd. der etw. verschüttet, sich vollkleckert o. ä.)
- simmer ne baal drümmne? (sind wir bald da?)
- Rettl (Ast/Stock, kann auch ein etwa 12 cm längliches Brötchen mit Kümmel und Salz bestreut sein)
- demmeln (treten)
- omne (oben), ungne (unten)
- Es dröscht! (Es regnet in Strömen!) – Zentralthüringisch: Es draascht!; Nordostthüringisch: Es klaatscht!
- Hornzche (abwertend für Werkzeug oder Gerät von schlechter Qualität, z. B. stumpfes oder krummes Messer)
- oh hien (erzähl nicht solche Geschichten)